# Senconac
Senconac ist eine ehemalige französische Gemeinde mit 6 Einwohnern (Stand 1. Januar 2022) im Département Ariège in der Region Okzitanien. Sie gehörte zum Arrondissement Foix. Die Bewohner werden Senconacois und Senconacoises genannt.
Der Erlass des Präfekten vom 6. September 2024 legte mit Wirkung zum 1. Januar 2025 die Eingliederung von Senconac als Commune déléguée zusammen mit der früheren Gemeinde Caychax zur Commune nouvelle Caychax-et-Senconac fest.

## Geografie

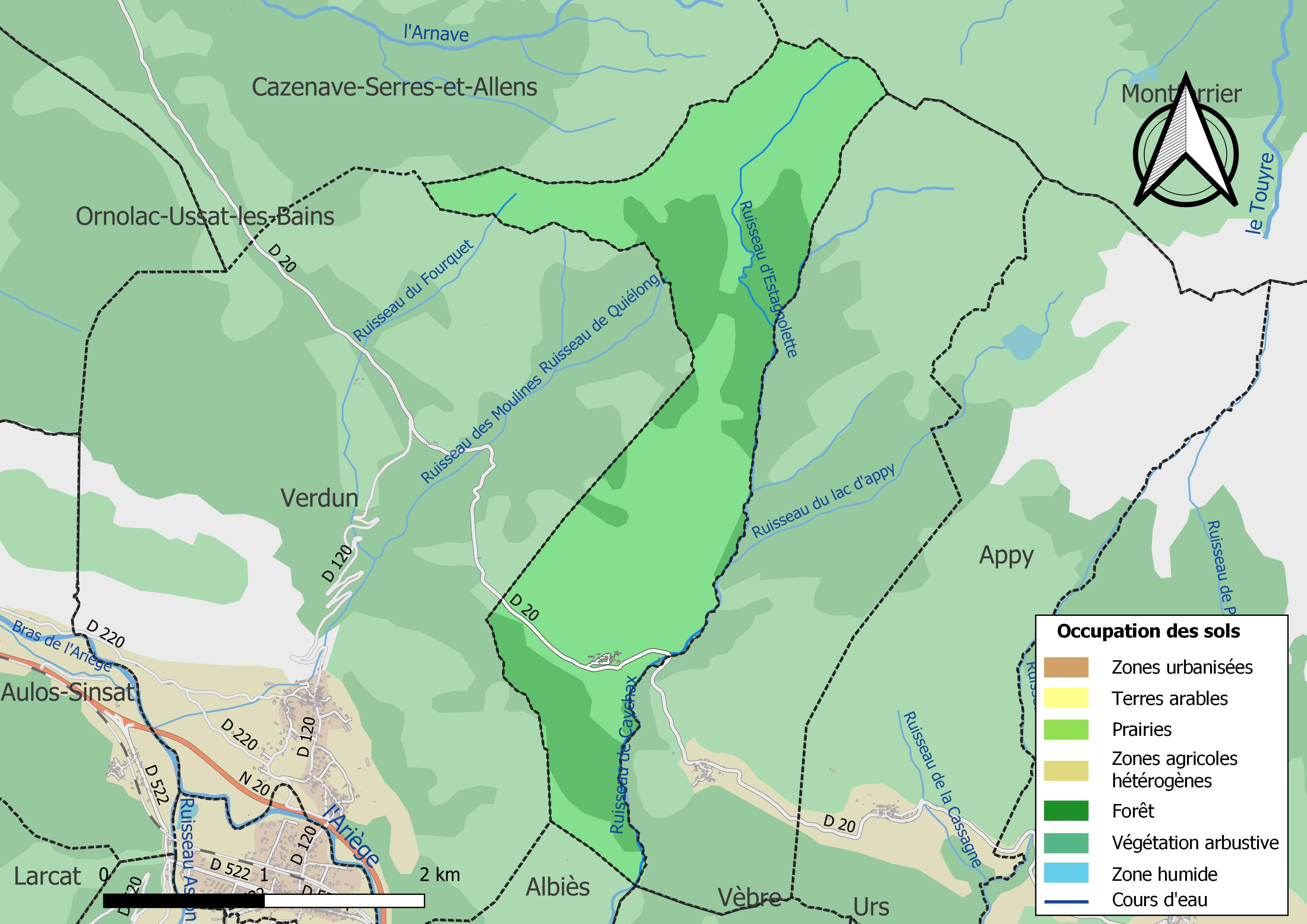
Bodennutzung und Hydrografie von Senconac (2018)

Der ländliche Ort liegt etwa 20 Kilometer südsüdöstlich von Foix in der Landschaft Sabarthès oberhalb des Ariège-Tals südlich der Montagne de Tabe am Fuße der Pyrenäen. Das Ortsgebiet wird vom Ruisseau de Caychax, einem Nebenfluss der Ariège, entwässert, der es überwiegend im Osten begrenzt. Ein weiteres Fließgewässer ist der zeitweise trockenfallende Ruisseau d’Estagnolette, der im Norden entspringt und rechts in den Ruisseau de Caychax mündet. Das Zentrum liegt auf einer Höhe von etwa 950 m. Das Relief des Gebiets steigt nach Norden hin bis auf 2074 m in Form des Pic du Han in der Montagne de Tabe an, im Süden westlich des Tals, das vom Ruisseau de Caychax geformt wurde, auf einer Höhe von 1153 m (Sommet de Crouzille) an. Der tiefste Punkt mit 715 m liegt im Tal des Ruisseau de Caychax bei seinem Austritt aus dem Ortsgebiet im Süden.
Teile des Gebiets von Senconac gehören zu den fünf ZNIEFF-Naturzonen „Parois calcaires et quiès du bassin de Tarascon“ (730003061), „Montagnes d’Olmes“ (730011915), „Parois calcaires et quiès de la haute vallée de l’Ariège“ (730011919), „Massif de Tabe - Saint-Barthélémy“ (730011923) und „Quiès calcaires d’Albiès à Caussou“ (730030548). Rund 69 % der Fläche von Senconac sind Gebiete mit Strauch- und/oder Kräutervegetation, rund 32 % sind bewaldet (Stand: 2018).
Umgeben wird Senconac von den Nachbargemeinden Cazenave-Serres-et-Allens im Norden und Montferrier im Nordosten, der Commune déléguée Caychax im Osten sowie der Nachbargemeinden Vèbre im Südosten, Albiès im Süden und Verdun im Westen.

## Bevölkerungsentwicklung
| Senconac: Einwohnerzahlen von 1793 bis 2020                                                                                | Senconac: Einwohnerzahlen von 1793 bis 2020 | Senconac: Einwohnerzahlen von 1793 bis 2020 | Senconac: Einwohnerzahlen von 1793 bis 2020 | Senconac: Einwohnerzahlen von 1793 bis 2020 |
| --- | ------------------------------------------- | ------------------------------------------- | ------------------------------------------- | ------------------------------------------- |
| Jahr |                                             |                                             |                                             | Einwohner                                   |
| 1793 | 1793                                        |                                             | 125                                         | 125                                         |
| 1800 | 1800                                        |                                             | 97                                          | 97                                          |
| 1806 | 1806                                        |                                             | 131                                         | 131                                         |
| 1821 | 1821                                        |                                             | 155                                         | 155                                         |
| 1831 | 1831                                        |                                             | 179                                         | 179                                         |
| 1836 | 1836                                        |                                             | 169                                         | 169                                         |
| 1841 | 1841                                        |                                             | 170                                         | 170                                         |
| 1846 | 1846                                        |                                             | 162                                         | 162                                         |
| 1851 | 1851                                        |                                             | 168                                         | 168                                         |
| 1856 | 1856                                        |                                             | 134                                         | 134                                         |
| 1861 | 1861                                        |                                             | 111                                         | 111                                         |
| 1866 | 1866                                        |                                             | 109                                         | 109                                         |
| 1872 | 1872                                        |                                             | 111                                         | 111                                         |
| 1876 | 1876                                        |                                             | 117                                         | 117                                         |
| 1881 | 1881                                        |                                             | 121                                         | 121                                         |
| 1886 | 1886                                        |                                             | 124                                         | 124                                         |
| 1891 | 1891                                        |                                             | 123                                         | 123                                         |
| 1896 | 1896                                        |                                             | 109                                         | 109                                         |
| 1901 | 1901                                        |                                             | 101                                         | 101                                         |
| 1906 | 1906                                        |                                             | 110                                         | 110                                         |
| 1911 | 1911                                        |                                             | 103                                         | 103                                         |
| 1921 | 1921                                        |                                             | 89                                          | 89                                          |
| 1926 | 1926                                        |                                             | 93                                          | 93                                          |
| 1931 | 1931                                        |                                             | 84                                          | 84                                          |
| 1936 | 1936                                        |                                             | 64                                          | 64                                          |
| 1946 | 1946                                        |                                             | 53                                          | 53                                          |
| 1954 | 1954                                        |                                             | 46                                          | 46                                          |
| 1962 | 1962                                        |                                             | 31                                          | 31                                          |
| 1968 | 1968                                        |                                             | 21                                          | 21                                          |
| 1975 | 1975                                        |                                             | 15                                          | 15                                          |
| 1982 | 1982                                        |                                             | 16                                          | 16                                          |
| 1990 | 1990                                        |                                             | 10                                          | 10                                          |
| 1999 | 1999                                        |                                             | 8                                           | 8                                           |
| 2006 | 2006                                        |                                             | 5                                           | 5                                           |
| 2013 | 2013                                        |                                             | 9                                           | 9                                           |
| 2020 | 2020                                        |                                             | 11                                          | 11                                          |
| Quelle(n): EHESS/Cassini bis 1999, INSEE ab 2006 Anmerkung(en): Ab 1962 offizielle Zahlen ohne Einwohner mit Zweitwohnsitz |                                             |                                             |                                             |                                             |